# 圣安东尼奥-杜德斯科贝图
圣安东尼奥-杜德斯科贝图是巴西戈亚斯州的一个市镇。总面积938.309平方公里，总人口78995人，人口密度84.2人/平方公里。